# Rheinmuseum Emmerich

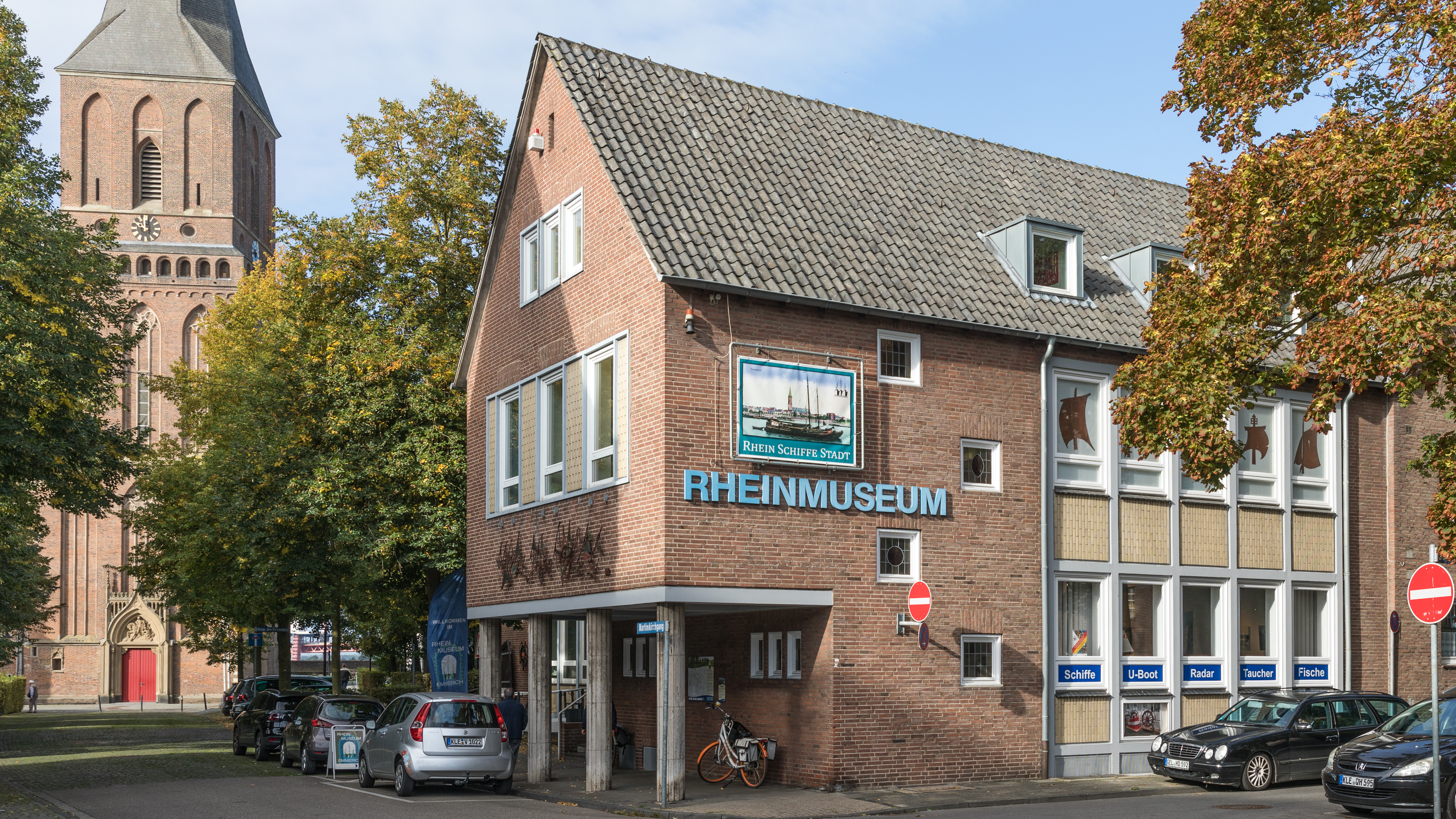
Rheinmuseum im Martinikirchgang

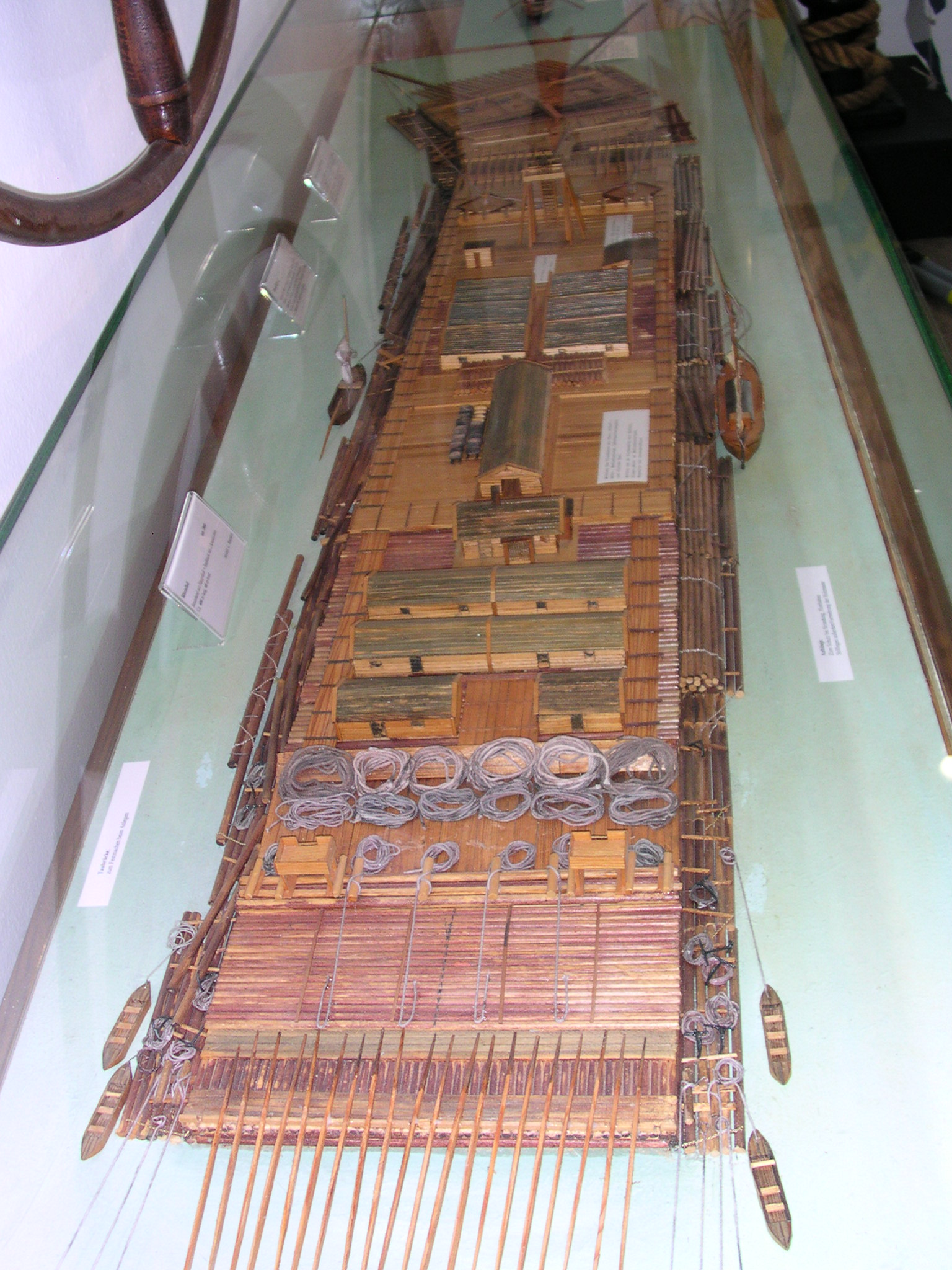
Modell eines Holländerfloßes

Das Rheinmuseum Emmerich ist ein Schifffahrtsmuseum in Emmerich am Rhein am unteren Niederrhein. Seit 1994 wird es vom Emmericher Geschichtsverein getragen. 2017 kamen 8500, 2018 nur 5500 Besucher in das Museum. Am ersten Sonntag jedes Monats verzichtet das Rheinmuseum auf die Eintrittsgebühren.

## Geschichte
Das Rheinmuseum ist 1964 aus dem 1899 gegründeten heimatgeschichtlichen Museum hervorgegangen. Seitdem befindet es sich gegenüber dem Rathaus im „Kulturhaus“ im Martinikirchgang, zunächst in den beiden oberen Geschossen. Nachdem die Stadtbücherei 1982 in ein anderes Haus umgezogen war, konnte das Rheinmuseum sich ins Erdgeschoss ausdehnen und diese Etage insbesondere für Wechselausstellungen und Vorträge nutzen. Im Keller befinden sich die Archivalien des Stadtarchivs. Betrieben wurde das Museum bis 1994 von der Stadt Emmerich.

## Sammlung
Behandelt werden das Leben und Arbeiten auf und am Rhein sowie die Geschichte der Hansestadt Emmerich, die im Zweiten Weltkrieg zu 97 % zerstört wurde. Es sind über 150 Schiffsmodelle ausgestellt, vom Einbaum bis zum Schubverband, nautische Geräte und Schiffszubehör, zwei funktionsfähige Radaranlagen und Fischpräparationen. Der Fischerei auf dem Rhein ist eine eigene Abteilung gewidmet.